# Le monde est à nous
Pour plus de détails, voir Fiche technique et Distribution.
Le monde est à nous (en tchèque : Svet patrí nám) est un film tchécoslovaque réalisé par Martin Frič, sorti en 1937. « C'est un des rares films des années 30 à critiquer les nazis, même s'ils ne pouvaient être nommés directement à cause de la censure : des malfrats avec des chapeaux gris suscitent des troubles dans ce qui ressemble aux Sudètes ». À l'affiche de ce film, le duo comique Voskovec & Werich du Théâtre libéré qui dut fuir la Tchécoslovaquie à l'arrivée des nazis. 

## Synopsis
Pendant une crise économique, les travailleurs d'une usine font grève contre une usine qui se fait épauler par des malfrats. Deux camelots s'y trouvent impliqués alors qu'une menace de coup d'État plane sur le gouvernement démocratiquement élu. Tout le monde cherche les dépôts d'armes des putschistes et ce sont les deux camelots qui, cherchant à manger, tombent par hasard sur l'un d'entre eux, caché dans l'usine. La mauvaise manipulation d'une grenade conduit à son explosion et un combat contre les putschistes s'instaure.

## Fiche technique
- Titre : Le monde est à nous
- Titre original : Svet patrí nám
- Réalisation : Martin Frič
- Assistants : Zdeněk Gina Hašler (cs), Walter Schorsch (cs), Eduard Šimáček
- Scénario : Martin Frič, Jan Werich, Jiří Voskovec
- Directeur de la photographie : Otto Heller
- Décors : Štěpán Kopecký (en)
- Son : Frantisek Sindelár
- Production : Josef Stein
- Pays :  Tchécoslovaquie
- Genre : Comédie
- Durée : 96 minutes
- Dates de sortie : 
  -  Tchécoslovaquie : 30 août 1937
  -  États-Unis : 13 août 1939

## Distribution
- Jiří Voskovec : un camelot
- Jan Werich : un camelot
- Vladimír Šmeral : le meneur des grèvistes
- Adina Mandlová : la présentatrice
- Bohuš Záhorský (cs) : le leader des gangsters
- Jaroslav Průcha (cs) : un directeur
- Miroslav Svoboda : Membre de l'équipe du Lion
- Ladislav Struna (cs) : Membre de l'équipe du Lion
- Zdenek Stepánek : le gouverneur
- Karel Dostal (cs)
- František Černý (herec) (cs)
- František Filipovský
- Emanuel Kovařík
- Jiří Hron (cs)
- Jarmila Švabíková : une ouvrière
- Mirko Eliáš (cs)
- Gustav Hilmar (cs)
- Alfred Bastýr
- Josef Oliak
- Vladimír Smíchovský
- Jaroslav Sadílek
- Jan W. Speerger (cs)
- Michel Elaguine
- Jaroslav Tryzna
- Anna Vávrová
- Jindrich Fiala
- Frantisek Beranský
- Ruzena Pokorná
- Zdeněk Gina Hašler (cs)
- Jarka Pižla (cs)
- Karel Lamač
- Martin Frič